# Hekurudha Shqiptare

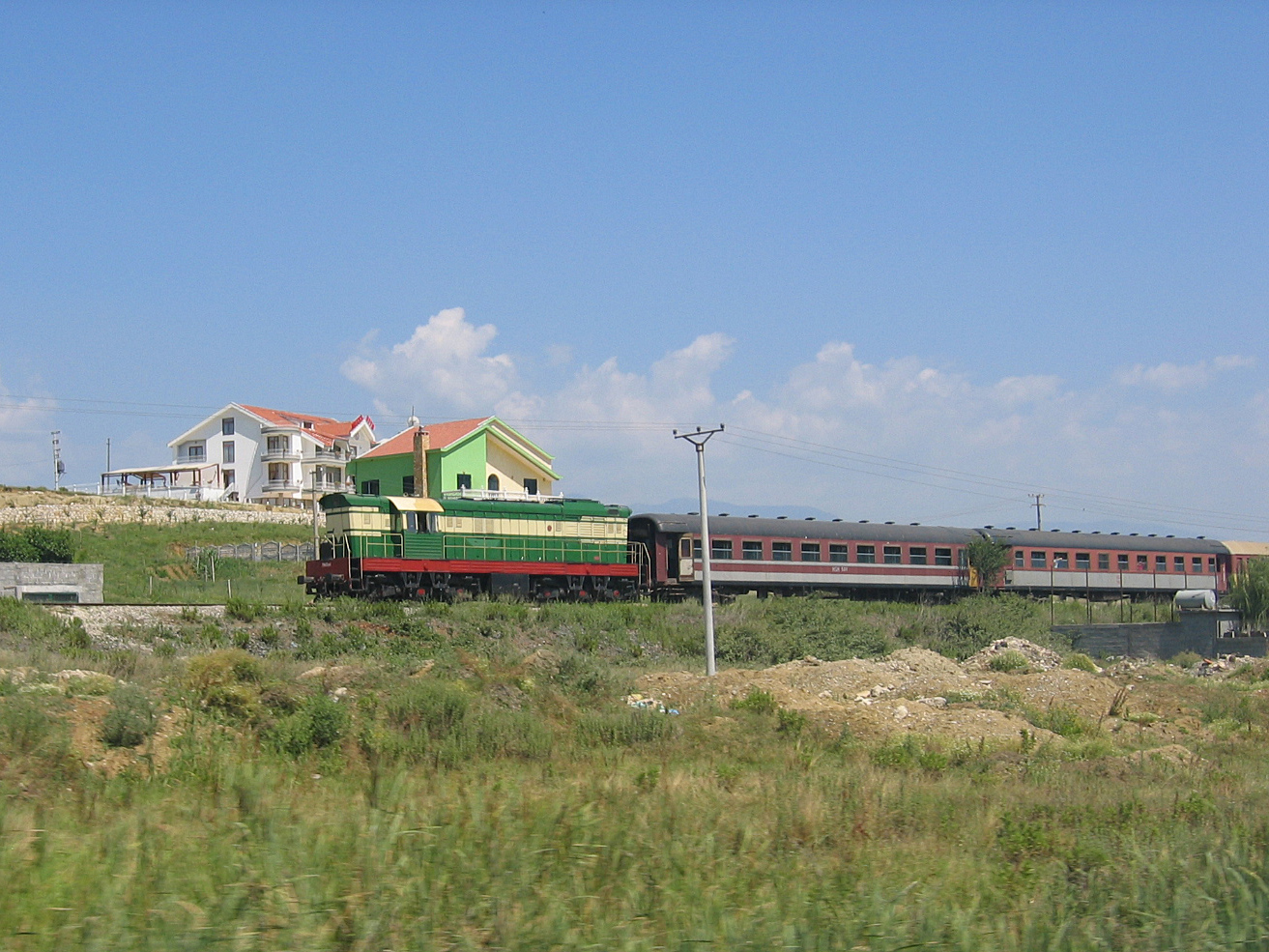
Pociąg Kolei Albańskich

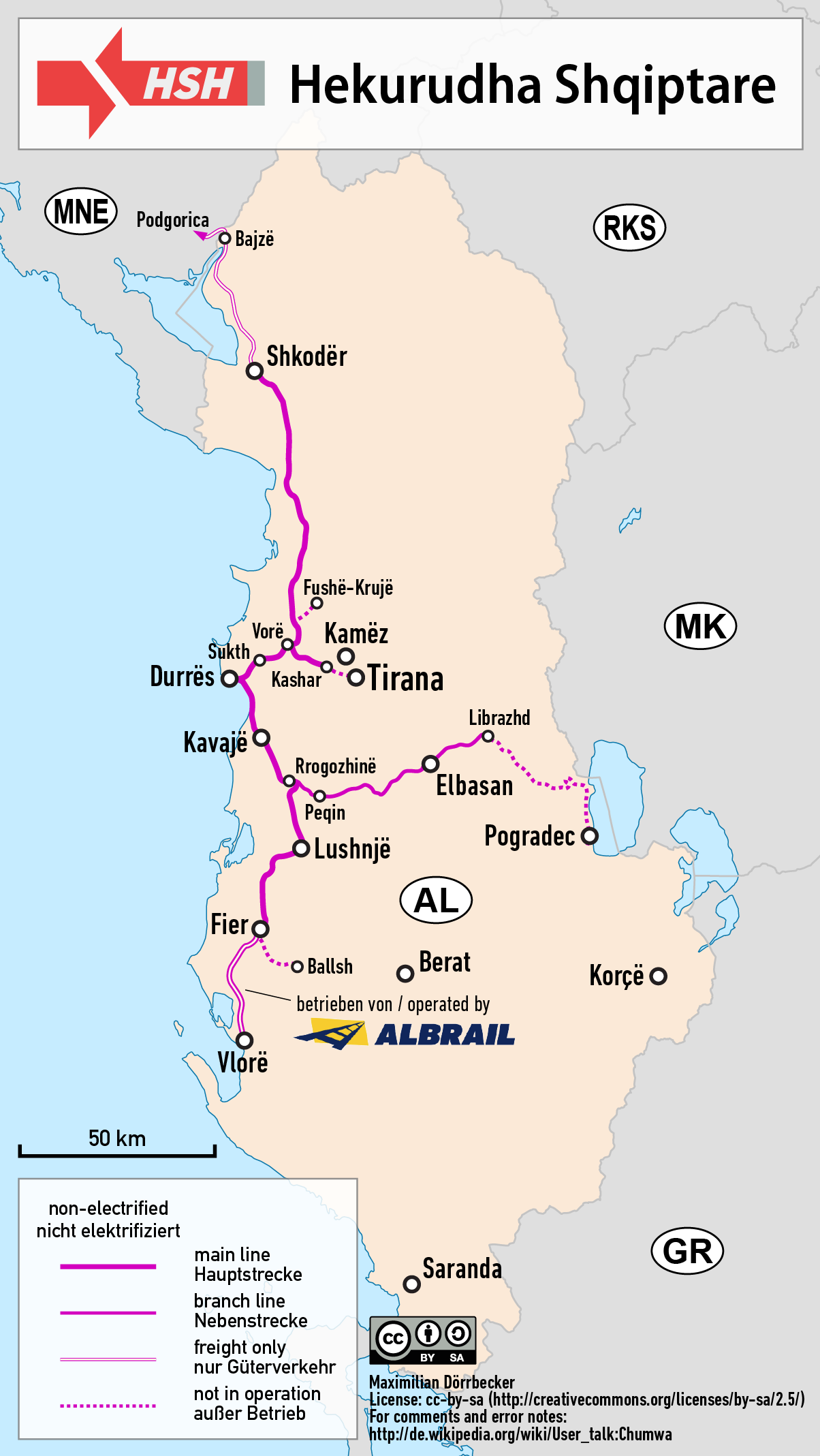

Hekurudha e Shqipërisë (HSH) – narodowy przewoźnik kolejowy Albanii. Największym węzłem jest portowe miasto Durrës.
Sieć kolejowa jest uboga, jej całkowita długość wynosi 447 km i składa się z linii biegnących na wschód do Pogradec, na południe do Wlory i północ do Szkodry z odgałęzieniem do Tirany. Tabor kolei albańskich składa się z 25 lokomotyw i 291 wagonów osobowych.